# Стая (группа)
«Стая» — минская группа, исполняющая хэви-метал (ранний период) и альтернативный метал, индастриал-метал в настоящем. Является наиболее известной белорусской группой, игравшей в жанре «хард-н-хэви».

## История

### Предыстория (1996—2003)
После знакомства в 1996 году, Сергей «Маркус» Одинец (бас-гитара) и Юрий Хомчик (соло-гитара) создают группу под названием «Sentinel». У группы постоянно были проблемы с укомплектованием состава: в частности, не удавалось найти постоянного барабанщика. Однако, даже и недоукомплектованная группа записывает демо «Bound Of Evolution», после чего распадается.
В 2000 году Сергея приглашают присоединиться к группе Vicious Crusade. Параллельно с этим он знакомится с вокалистом группы «Аризона» Константином Дударевым, в результате чего обе группы стали репетировать на одной репетиционной базе. Через некоторое время в группе «Аризона» происходит конфликт, и её покидают бас-гитарист, гитарист и барабанщик. На место нового гитариста был приглашен молодой и талантливый музыкант Виктор Новак, ударные занимает Виталий Этин, а бас-гитариста заменяет Сергей «Маркус» Одинец.
Примерно через год совместной работы (апрель 2003 года) Виктор с Сергеем решают покинуть группу «Аризона», предложив при этом Константину Дудареву продолжить совместную работу. В итоге они создают новую группу «Стая».

### Начало (2003—2005)
Таким образом, состав молодой группы выглядел следующим образом:
- Виктор Новак — гитара,
- Сергей «Маркус» Одинец — бас-гитара,
- Константин Дударев — вокал.

Состав группы дополнил молодой музыкант Павел Ермоченко (барабаны). Закончив в 1998 году музыкальную школу по классу ударных, он уже работал в таких белорусских группах, как «Vir», «Stod». Будучи уже в «Стае», в этом же году, он успешно поступает в Институт Культуры на эстрадное отделение, что бы продолжить своё музыкальное образование барабанщика.
В этом составе группа дает свой первый концерт 16 мая 2003 года в Минском Ледовом Дворце на разогреве у группы Король и Шут.

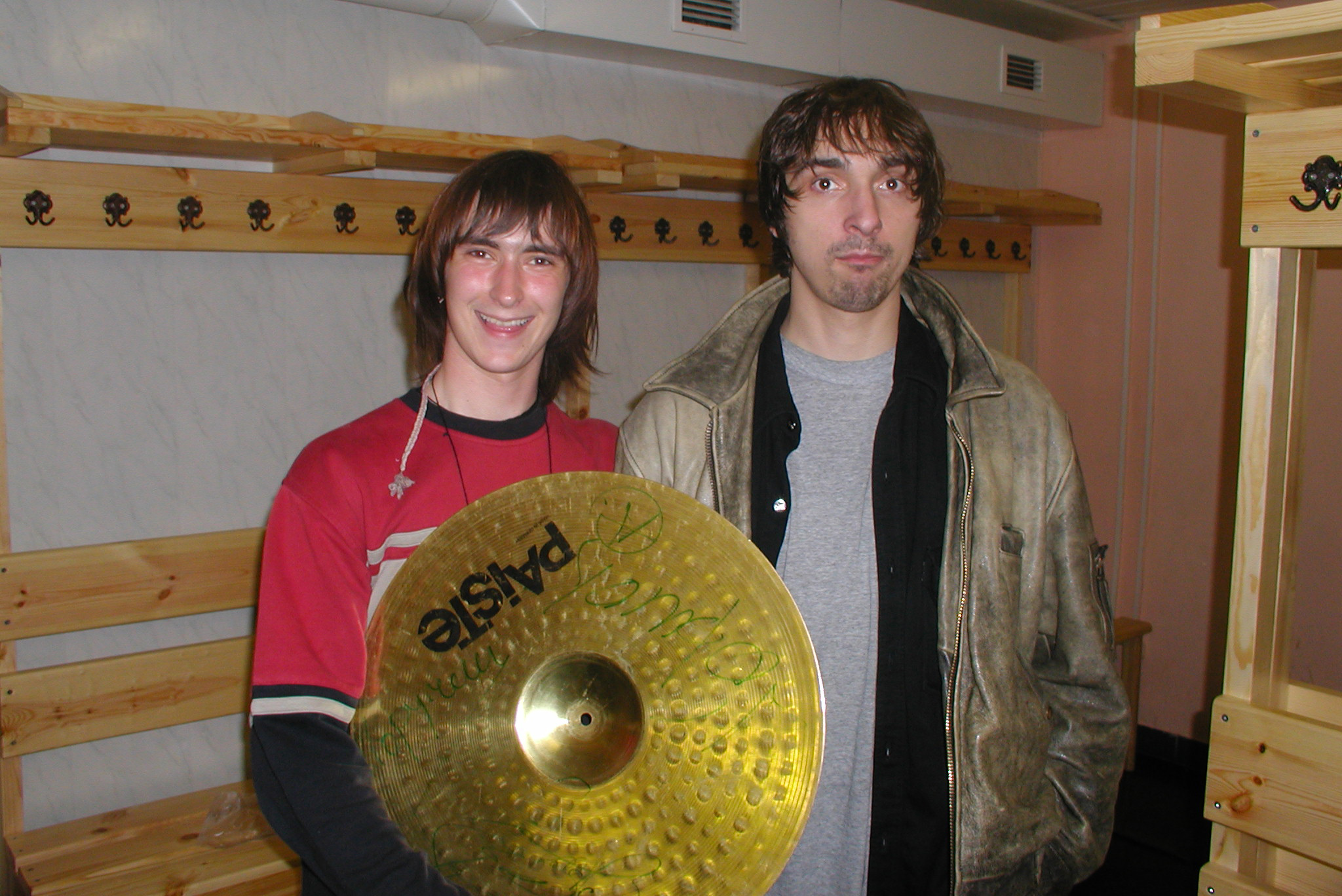
Павел Ермоченко, Горшок

На следующем концерте в составе группы было 5 человек. Пятым участником стал Юрий Хомчик — гитара. Юрий Хомчик и Сергей Одинец вместе играли в группе «Sentinel». В этом составе, дав ещё несколько клубных концертов в Минске и Витебске, в конце декабря 2003 года группа приступает к записи своего дебютного альбома, практически полностью аранжированном Виктором Новаком.

### Альбом «Страна Льдов» (2005)
В феврале 2005 года, на минской «Legacy studio», был записан и сведен, первый альбом группы, который получил название «Страна Льдов». В записи альбома принял участие Пётр Елфимов (представлявший Белоруссию на конкурсе песни «Евровидении» в 2009 году). Елфимов записал партии бэк-вокала, а также помог группе с написанием трёх песен: «Седая вода» (текст и музыка), «Прыгнуть в пустоту» (текст и музыка) и «Не забудь мою печаль» (текст).
Альбом был отмастерён на финской студии Finnvox Studio Микой Юсиллой (Nightwish и другие группы). 1-го октября 2005 года на питерском лейбле «ФОНО» он был официально издан. Альбом попадает в топ-десятки лучших метал-релизов СНГ, получает положительные рецензии в ведущих рок-изданиях. «Страна льдов» целый месяц продержалась на втором месте в топ-20 белорусской Музыкальной газеты.
Параллельно с этим, в 2005 группа выступала на трибьют-концертах посвященных Iron Maiden, Metallica, Judas Priest, а также, группа выступила вместе с группой Accept в минском «Дворце спорта».
16 декабря состоялась презентация альбома «Страна Льдов» в ДК МТЗ.

### Стая без Виктора Новака (2006—2008)
Накануне Нового года, из-за разногласий с Сергеем Одинцом и давления со стороны Петра Елфимова, Стаю покидает Виктор Новак, сосредоточившись на сольном проекте Петра Елфимова. После ухода Виктора «Стая» продолжала выступления — Юрий Хомчик исполнял все партии в одиночку.
В 2006 году «Стая» участвует в рок-спарринге вместе с группой «Окно», из которого выходит победителем. Так же группа выступает на множестве фестивалей и байк-слётах в различных городах Беларуси. Летом 2006 года, вслед за Виктором Новаком, из группы уходит барабанщик Павел Ермоченко, его место занимает Сергей Шидловский ранее игравший вместе с Юрием Хомчиком и Сергеем Одинцом всё в той же группе «Sentinel».
В октябре было принято решение взять второго гитариста. По этому поводу, был объявлен конкурс, где попробовали свои силы около сорока гитаристов. После конкурса в группе появился Дмитрий Микулич. В свои 19 Дмитрий показал хорошую технику и кураж.
Зимой 2007 года «Стая» несколько раз приняла участие в минских рок-концертах в новом составе. В марте «Стая» выступает в Москве, в качестве гостей, на презентации дебютного альбома женской группы «Вольная стая», продюсером которой стал известный гитарист Алексей Страйк. C апреля группа успешно принимает участие в конкурсе «The Global Battle of The Bands» сокращенно называемом «Play off» и продолжает принимать участие в различных фестивалях.
В течение лета музыканты Стаи пытались заниматься сочинением песен к новому альбому и их аранжировками, однако из-за внутренних разногласий процесс шёл весьма медленно. Барабанщик группы Сергей Шидловский в силу разных причин не мог посвящать времени на творчество группы, и в сентябре было принято решение о его замене. Новым барабанщиком группы стал Сергей Байков, опытный музыкант, ранее игравший во многих белорусских рок-группах. В обновлённом составе Стая выступила в третьем отборочном туре «Play off».
Ситуация с Серегеем Шидловским повторятся снова, на этот раз с Юрием Хомчиком, и на его замену приходит гитарист Александр Седымов.

### Распад (2008)
Положение в группе накалялось из-за разногласий с Сергеем Одинцом, и его желанием играть более коммерческую музыку. Другие музыканты его не поддерживали, и в результате, так и не закончив новый материал, покинули Стаю для создания собственной группы Aillion, продолжая играть, как старые песни Стаи, новые песни Виктора Новака (напр. «Зверь»), так и собственный новый материал.
Стоит отметить, что после ухода Виктора Новака в конце 2005 года, который помимо композиции делал основную работу над аранжировками, группа так и не смогла создать какой-либо заметный новый материал, находясь в постоянном состоянии смены состава.

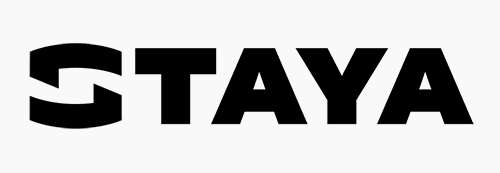
Новый логотип (2010-наши дни)

### Новый этап и ребрендинг (2010)
По инициативе Серегея Одинца, в 2010 году Виктор Новак, покинув группу Serdce, снова возвращается в Стаю и начинает работать над новыми песнями. Основными условиями возрождения группы стали смена названия на Staya, переход на английский язык и уход от хэви-металла в сторону более современных стилей.
На участие в обновлённой группе согласились также Юрий Хомчик и Павел Ермоченко. Константин Дударев решил полностью сосредоточиться на Aillion и участвовать отказался. Также в творческий коллектив были приглашены музыканты Vicious Crusade — Баграт Вартанян (музыка) и Дмитрий Басик (стихи), в соавторстве с ними Виктором создан весь новый материал.
Вскоре Виктор Новак уезжает жить в Словакию и группы Staya начинает позиционировать себя, как Словацкая, тем не менее, не забывая свои Белорусские корни.

### Запись нового альбома (2012 — Настоящее время)
В 2012 году Виктор Новак переводит проект в студийный и самостоятельно записывает все партии для, выпущенных позднее, трёх новых синглов, отмастеренных на легендарной Шведской студии Studio Fredman (Arch Enemy, Hammerfall, Opeth, Soilwork и другие). Место штатного фронтмена и вокалиста занимает Александр Коновков из Минской грув-метал-группы Rise In Rage.
Чтобы напомнить о себе и попробовать новый материал, в 2012 году Staya издает три сингла, которые находят гораздо более ощутимый положительный отклик на территории США, чем в России и Белоруссии, что также продолжает формировать образ и направление группы. Издавая синглы самостоятельно, Staya становится частью движения инди-культуры. Основа продвижения нового материала полностью полагается на современные методы цифрового маркетинга.
К апрелю 2013 года уже полностью записаны и сведены 4 композиции с нового альбома и работа продолжается.

## Состав

### Текущий состав
- Виктор Новак — гитара, бас-гитара, бэк-вокал, клавишные, программирование (2003—2006) | (2010—наши дни)
- Александр Коновков — вокал (2011—наши дни)

### Бывшие участники
- Сергей Одинец — бас-гитара (2003—2008)
- Константин Дударев — вокал (2003—2008)
- Павел Ермоченко — ударные (2003—2006)
- Сергей Шидловский — ударные (2006—2007)
- Сергей Байков — ударные (2007—2008)
- Юрий Хомчик — гитара (2004—2007)
- Дмитрий Микулич — гитара (2006—2008)
- Александр Седымов — гитара (2007—2008)

## Дискография

### Студийные альбомы
- 2005 — Страна Льдов
- 2017 — Renegade

### Синглы
- 2012 — Not My War
- 2012 — LLDV
- 2012 — We Lived Our Lives
- 2013 — Come As You Are